# Швеція на літніх Олімпійських іграх 1964
Швеція брала участь у Літніх Олімпійських іграх 1964 року у Токіо (Японія) ушістнадцяте за свою історію, і завоювала 8 медалей (2 золоті, 2 срібні і 4 бронзові медалі), посівши у загальному заліку 12 місце. Збірну країни представляли 94 спортсмени (76 чоловіків та 18 жінок).

## Медалісти
| Медаль | Спортсмени                                                    | Вид спорту                      | Дисципліна                                   |
| ------ | ------------------------------------------------------------- | ------------------------------- | -------------------------------------------- |
| Золото | Рольф Петерсон                                                | Веслування на байдарках і каное | Каное-одиночки, 1000 метрів (чоловіки)       |
| Золото | Свен-Улув Шеделіус Гуннар Уттерберг                           | Веслування на байдарках і каное | Каное-двійки, 1000 метрів (чоловіки)         |
| Срібло | Пер Свенссон                                                  | Боротьба                        | Греко-римська боротьба — до 97 кг (чоловіки) |
| Срібло | Арне Карлссон Стуре Сторк Ларс Терн                           | Вітрильний спорт                | 5½ -метровий R-клас (чоловіки)               |
| Бронза | Інгвар Петтерссон                                             | Легка атлетика                  | Спортивна ходьба на 50 кілометрів (чоловіки) |
| Бронза | Свен Гамрін Ерік Петтерссон Йоста Петтерссон Стуре Петтерссон | Велоспорт                       | Роздільна гонка (чоловіки)                   |
| Бронза | Бертіль Нистрем                                               | Боротьба                        | Греко-римська боротьба — до 78 кг (чоловіки) |
| Бронза | Пелле Петтерссон Гольгер Сундстрем                            | Вітрильний спорт                | Клас Зоряний (чоловіки)                      |